# Görslöv

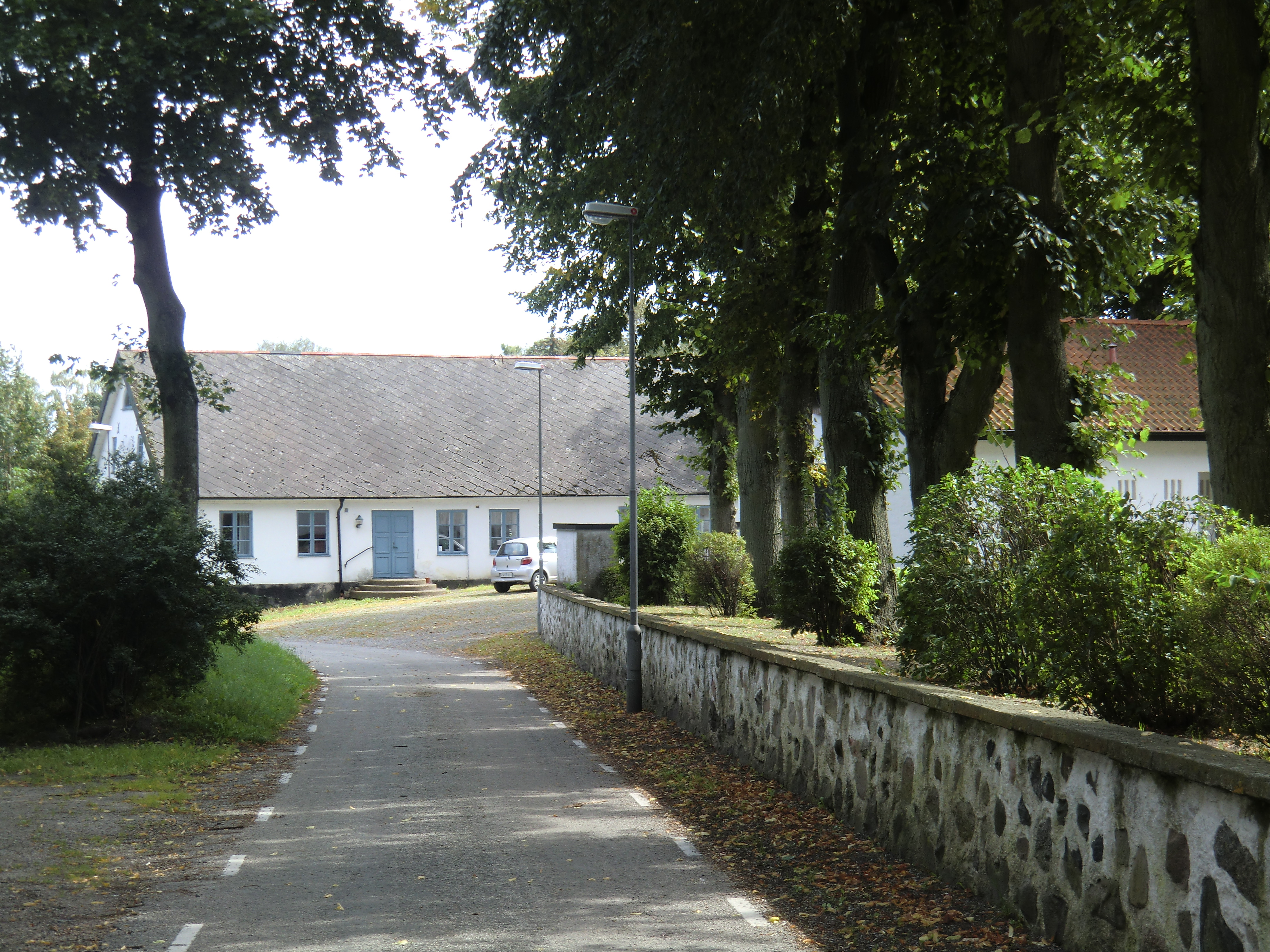
Vägen invid kyrkan

Görslöv är kyrkbyn i Görslövs socken i Staffanstorps kommun i Skåne.
Här ligger Görslövs kyrka. Småorten med namnet Kyrkoby ligger en kilometer norr om Görslövs kyrka, halvvägs till Tottarp.